# جاستین چنسلر
جاستین گانر والتر چنسلر (به انگلیسی: Justin Gunnar Walter Chancellor) که با نام کوتاه‌شده‌ی جاستین چنسلر شناخته می‌شود یک موسیقیدان انگلیسی است.او بیشتر به عنوان بیس پلیر گروه موسیقی تول شناخته می‌شود ،وی سابقه عضویت در گروه پیچ را دارد.